# Banc d'Espanya (Tarragona)
L'edifici del Banc d'Espanya a Tarragona és un monument protegit protegit com a bé cultural d'interès local. Actualment és de titularitat municipal.
Ubicat a l'encreuament entre la Rambla Nova és un edifici aïllat format per dues plantes i baixos. La façana de l'edifici es presenta d'una forma totalment simètrica i massissa. Sis columnes jòniques sobreposades ocupen el dos pisos, pretén donar una imatge de poder estatal.
Finestrals i portes amb arc de mig punt a la planta baixa. Columnes i capitells clàssics. Al capdamunt no hi ha el frontó convencional sinó un fris amb el nom de l'entitat. La part superior té una cornisa i un escut a l'eix de la façana.
L'edifici té una superfície de 2.771 metres quadrats.

## Història
L'edifici va ser construït el 1928 per l'arquitecte Joan de Zavala i Lafora.
Va funcionar durant molts anys com a seu del Banc d'Espanya a Tarragona, des de 1878 (en un altre edifici) fins al 31 de desembre de 2003. El 16 de març de 2010 l'immoble va ser transferit a l'Ajuntament de Tarragona. En aquell moment l'ajuntament tenia la voluntat de convertir-ho en un centre d'informació i atenció als turistes així com un centre d'interpretació història de Tàrraco. Amb la inestabilitat econòmica mai es va arribar a executar aquest projecte valorat en 4,5 milions d'euros. El 2014 el consistori planejava fer una cessió de l'espai per convertir-ho en un Museu de la Química de divulgació del Complex Petroquímic de Tarragona. El 2016 es va anunciar que la part enjardinada de l'edifici s'obriria al públic.